# IEC 61000-4-6
IEC 61000-4-6 és una normativa internacional (creada per l'IEC) de compatibilitat electromagnètica que es refereix als requisits d'immunitat a pertorbacions o interferències conduïdes, induïdes per camps de radiofreqüència. El terme interferències conduïdes significa que l'entrada de les pertorbacions és a través dels cables elèctrics de connexió. Aquesta norma vol simular el soroll elèctric produït per exemple en fonts d'alimentació commutades. És la part 4-6 de la norma IEC 61000 i la darrera versió es pot esbrinar aquí.

Fig.1 Ona contínua de la norma IEC 61000-4-6

## Contingut
La norma IEC 61000-4-6 defineix els següents punts:
- Rang de nivells de l'assaig.
- Equips de l'assaig.
- Muntatge de l'assaig.
- Procediment de l'assaig.

## Nivells d'assaig
D'acord amb aquesta norma, es refereixen assajos per les pertorbacions induïdes causades pels camps electromagnètics provinents d'emissions de readiofreqüència intencionats en el rang de freqüències de 150KHz a 80MHz amb els valors de tensió de la taula. El senyal de radiofreqüència es modula en AM al 80% amb una ona sinusoide de 1KHz com es pot veure a la figura.
| Nivell | Nivell de tensió en V | Nivells de tensió en dB (uV) |
| 1      | 1V                    | 120                          |
| 2      | 3V                    | 129,5                        |
| 3      | 10V                   | 140                          |
| X      | especial              | especial                     |